# 崔敬
崔敬（1292年—1358年），字伯恭，大宁惠州（今河北平泉南）人。元朝大臣。元顺帝时中书参知政事。
崔敬精通刑名法律之学。天历初年，历任淮南山东廉访司书吏、御史台察院书史、刑部令史、中书掾等职。元顺帝至元五年（1339年），担任刑部主事。次年，升任枢密院都事、监察御史。后来出为佥山北河南、江东等处廉访司事。抑制豪强，平定冤狱，兴学劝农。不久授为工部侍郎。至正十一年（1351年），担任大都路总府事，疏浚直沽河。转任刑部侍郎、中书省左司郎中、兵部尚书。至正十五年（1355年），拜为中书省参知政事，分省河南，不久为兵部尚书，兼任济宁军民屯田使，岁收供给边防。至正十七年（1357年），再任中书省参知政事，兼领兵部、刑部、户部、工部，招抚红巾军田丰。至正十八年（1358年），担任山东行枢密院副使，再任江浙行省左丞，谥号忠敏。

## 延伸阅读
[在维基数据编辑]
 《元史·卷184》，出自宋濂《元史》
 《新元史/卷212》，出自柯劭忞《新元史》